# Colocao
«Colocao» es una canción de la cantante argentina Nicki Nicole. Fue lanzado el 13 de mayo de 2020 a través de Dale Play Records y Sony Music Latin. La canción fue producida por los productores argentinos Bizarrap y Evlay.

## Video musical
El video musical de la canción fue grabado en la casa de Nicki Nicole debido a la Pandemia de COVID-19, fue dirigido por Jess "La Pola" Praznik. El video musical de la canción tiene más de 100 millones de visitas en YouTube. La canción alcanzó el número 6 en la lista Billboard Argentina Hot 100 y se convirtió en disco de oro en Argentina.

## Posicionamiento en listas
| Lista (2020)                  | Mejor posición |
| ----------------------------- | -------------- |
| Argentina (Argentina Hot 100) | 6              |
| España (Top 100 Canciones)    | 48             |

## Certificaciones
| País           | Organismo certificador | Certificación | Ventas certificadas | Ref.  |
| -------------- | ---------------------- | ------------- | ------------------- | ----- |
| Argentina      | CAPIF                  | Oro           | 10 000              | [ 4 ] |
| España         | PROMUSICAE             | Platino       | 40 000              | [ 7 ] |
| Estados Unidos | RIAA                   | Oro (Latin)   | 30 000              | [ 8 ] |
| México         | AMPROFON               | Oro           | 30 000              | [ 9 ] |